# Stephan Harbarth
Stephan Harbarth (ur. 19 grudnia 1971 w Heidelbergu) – niemiecki prawnik, polityk CDU. Od czerwca 2020 prezes Federalnego Trybunału Konstytucyjnego, któremu przewodniczy od listopada 2018 r. w pierwszym Senacie. Wcześniej pracował jako adwokat i był posłem do niemieckiego Bundestagu w latach 2009–2018.

## Życiorys
Stephan Harbarth dorastał w Schriesheim. W 1991 r. zdał Abitur (maturę) w Bunsen-Gymnasium w Heidelbergu, a następnie studiował prawo na Uniwersytecie w Heidelbergu. W 1996 r. zdał w Heidelbergu pierwszy egzamin państwowy z prawa z wynikiem „bardzo dobrym”, jako najlepszy w roku. W latach 1997–1999 ukończył aplikację w Sądzie Apelacyjnym w Berlinie, a w sierpniu 1999 r. zdał drugi egzamin państwowy. W 1998 r. uzyskał doktorat z prawa na Uniwersytecie w Heidelbergu. Jego praca doktorska Anlegerschutz in öffentlichen Unternehmen została opublikowana przez Duncker & Humblot i otrzymała nagrodę Fritz-Grunebaum-Preis jako najlepsza praca prawna lub ekonomiczna roku w Heidelbergu. Promotorem Harbartha był Peter Hommelhoff, z którym nadal publikuje czasopisma prawa spółek Zeitschrift für Unternehmens- und Gesellschaftsrecht oraz European Company and Financial Law Review.
W roku akademickim 1999/2000 studiował w Yale Law School w ramach stypendium Niemieckiej Służby Wymiany Akademickiej (DAAD); tam uzyskał tytuł Master of Laws.
W Niemczech rozpoczął pracę w kancelarii Schilling, Zutt & Anschütz w Mannheim w 2000 r., która w tym samym roku została przejęta przez międzynarodową kancelarię prawną Shearman & Sterling LLP. Został partnerem w 2006 r. W maju 2008 r. biuro w Mannheim ponownie odłączyło się od Shearman & Sterling i zostało ponownie utworzone jako SZA Schilling, Zutt & Anschütz Rechtsanwalts AG. Harbarth został członkiem zarządu, ewentualnie członkiem zespołu zarządzającego, gdy firma została przekształcona w GmbH w 2018 roku. Musiał ujawnić swoje dochody z tej działalności, kiedy został posłem do niemieckiego Bundestagu w 2009 roku. Do roku 2018 jego roczne dochody wynosiły ponad 250 000 euro. W okresie od stycznia do listopada 2018 r. jego dochody w SZA Schilling, Zutt & Anschütz miały wynosić ponad 400 000 euro. Po mianowaniu go na stanowisko sędziego w Federalnym Trybunale Konstytucyjnym w dniu 30 listopada 2018 r. Harbarth opuścił SZA jako partner i adwokat.
Harbarth jest wykładowcą od 2004 r., a od marca 2018 r. profesorem honorowym na Wydziale Prawa Uniwersytetu w Heidelbergu.
Harbarth jest katolikiem, żonatym i ojcem trójki dzieci.

## Polityka
W 1987 r. Harbarth przystąpił do Junge Union i kierował związkiem okręgu Ren-Neckar w latach 1995–1997. Został członkiem CDU w 1993 r., a od 1995 r. jest członkiem Komitetu Wykonawczego CDU w regionie Renu i Neckaru, a od 2005 r. – Komitetu Wykonawczego CDU w regionie Badenii Północnej. W 2007 r. został zastępcą przewodniczącego okręgowego CDU Ren-Neckar, a od 2009 r. jest członkiem komitetu federalnego CDU. Pod koniec sierpnia 2010 r. Harbarth został powołany do Federalnej Komisji Polityki Gospodarczej, Budżetowej i Finansowej CDU w Niemczech. W 2011 r. został wybrany na przewodniczącego okręgowego CDU Ren-Neckar jako następca Georga Wackera, a od 2013 r. jest członkiem krajowego komitetu wykonawczego CDU Badenii-Wirtembergii. Został członkiem federalnego komitetu wykonawczego CDU w grudniu 2016 roku.

### Deputowany Bundestagu
W wyborach federalnych w latach 2009, 2013 i 2017 został wybrany bezpośrednio do niemieckiego Bundestagu jako poseł CDU z okręgu wyborczego 277 Rhein-Neckar.
Harbarth był pełnoprawnym członkiem Komisji ds. Weryfikacji Mandatów, Immunitetów i Regulaminu Parlamentu Europejskiego. Ponadto był zastępcą członka Komisji Spraw Wewnętrznych oraz Komisji Prawnej i Ochrony Konsumentów. Jest członkiem Grupy Parlamentarnej Europa-Union w niemieckim Bundestagu oraz członkiem zarządu Grupy Parlamentarnej ds. średnich przedsiębiorstw w CDU/CSU.
Od 28 stycznia 2014 r. do 21 czerwca 2016 r. był przewodniczącym grupy parlamentarnej CDU/CSU w Komisji Prawnej i Ochrony Konsumentów niemieckiego Bundestagu. W dniu 7 czerwca 2016 r. został wybrany na wiceprzewodniczącego grupy parlamentarnej CDU/CSU ds. prawa i ochrony konsumentów, spraw wewnętrznych, sportu i wolontariatu, wypędzonych, przesiedleńców i mniejszości niemieckich, a potwierdzony w tym urzędzie 29 stycznia 2018 r. i 25 września 2018 r.
W 2015 r. Volkswagen AG upoważnił SZA Rechtsanwaltsgesellschaft do pomocy w walce ze skandalem związanym z emisją VW. W związku z tym opozycja zarzucała mu stronniczość jako członekowi zarządu kancelarii. Ówczesny przewodniczący Bundestagu, Norbert Lammert (CDU), napisał, że „zgodnie z obowiązującym prawem nie ma żadnych istotnych powodów, aby wykluczyć członka parlamentu z prawa do głosowania w decyzjach Bundestagu, które mogłyby być korzystne dla samego parlamentu”. Harbarth głosował za usunięciem punktu porządku obrad VW, nie informując komisji o swoim konflikcie interesów. Harbarth nie był aktywnie zaangażowany w mandat i porady udzielone przez kancelarię w związku z aspektami prawa spółek akcyjnych.
Stephan Harbarth stał się znany opinii publicznej z inicjatywy wniosku w sprawie walki z antysemityzmem, który wprowadził stanowisko pełnomocnika rządu federalnego ds. antysemityzmu. Wniosek został podpisany przez CDU/CSU, SPD, FDP i Bündnis 90/Grüne i został przyjęty większością głosów 18 stycznia 2018 r.; głosami AfD i przy wstrzymaniu się od głosu Partii Lewicy. Podczas debaty w Bundestagu w listopadzie 2018 r. na temat kontrowersyjnego paktu migracyjnego ONZ, Harbarth opowiedział się za jego podpisaniem.

## Federalny Trybunał Konstytucyjny
Sędzia Ferdinand Kirchhof powinien był zrezygnować z członkostwa w Federalnym Trybunale Konstytucyjnym w czerwcu 2018 r., ale poszukiwanie następcy okazało się trudne, ponieważ koalicja rządząca (CDU/CSU, SPD) nie miała większości dwóch trzecich i potrzebowała dodatkowych głosów opozycji. W listopadzie 2018 r. przywódcy frakcji CDU/CSU, SPD, Zielonych i FDP zgodzili się na nominację Harbartha na sędziego Federalnego Trybunału Konstytucyjnego. 22 listopada 2018 r. Harbarth został wybrany przez Bundestag na sędziego Federalnego Trybunału Konstytucyjnego. Jest on zatem pierwszym byłym adwokatem, który od 2005 r. został mianowany sędzią Federalnego Trybunału Konstytucyjnego. 23 listopada 2018 r. Bundesrat jednogłośnie wybrał go na wiceprezesa Trybunału. Został on powołany 30 listopada 2018 r. i jest przewodniczącym Pierwszego Senatu. Dorothea Siems stwierdziła, że jego kompetencje są „uznawane zarówno w polityce, jak i wśród kolegów”. Podkreślano również, iż na najwyższe stanowisko w Trybunale Konstytucyjnym zostanie powołana osoba z doświadczeniem ustawodawczym.
8 marca 2020 r. Harbarth oświadczył, że chce zastąpić Andreasa Voßkuhle na stanowisku prezesa Federalnego Trybunału Konstytucyjnego. Regularna kadencja Voßkuhle zakończyła się 6 maja 2020 r. 15 maja 2020 r. Harbarth został jednogłośnie wybrany na prezydenta przez Radę Federalną. 22 czerwca 2020 r. otrzymał zaświadczenie o mianowaniu przez prezydenta federalnego.

## Krytyka
Przed wyborem Harbartha na sędziego Federalnego Trybunału Konstytucyjnego i ponownie przed mianowaniem go na prezesa Trybunału, był on przedmiotem ciągłej krytyki (m.in. z powodu jego wcześniejszej pracy jako adwokat, ale przede wszystkim z powodu rzekomych naruszeń ustawy o posłach do parlamentu poprzez przyjmowanie płatności bez świadczenia wzajemnego).
Z drugiej strony, Aled Wyn Griffiths, redaktor naczelny wydawnictwa JUVE Verlag für juristische Information, stwierdza „szczere zdumienie”, że w ogóle jest dyskusja na temat wybieralności Harbartha. Jeżeli istniały by konflikty interesów, „kluczem do tego była definicja stronniczości i konfliktów interesów, która jest tak ścisła i jasna, że sędziowie wiedzą, kiedy powinni zrezygnować ze sprawy.” Griffiths przeprowadził porównanie z brytyjskim i amerykańskim systemem prawnym, gdzie sędziowie zazwyczaj wcześniej praktykowali jako adwokaci i dbali o interesy swoich klientów.

### Zarzuty naruszenia ustawy o posłach
W opinii publicznej pojawiają się zarzuty, że nie jest zrozumiałe, jak Harbarth mógł zarobić tyle pieniędzy dzięki pracy jako adwokat w czasie, gdy był posłem do Bundestagu. „Za co więc Harbarth otrzymał wysokie wynagrodzenie? Albo Harbarth prawie nie podjął mandatu poselskiego ze względu na ilość zafakturowanej pracy, albo zafakturował świadzenia jako adwokat, nie prowadząc odpowiedniej działalności adwokackiej. To ostatnie byłoby naruszeniem ustawy o posłach (niem. Abgeordnetengesetz).
W 2019 r. dwoje posłów niemieckiego Bundestagu (Frauke Petry i Mario Mieruch, oboje niezrzeszeni) wnieśli do Federalnego Trybunału Konstytucyjnego skargę o deklaratywne orzeczenie, że wybór i powołanie Harbartha na sędziego Federalnego Trybunału Konstytucyjnego są nieważne, ponieważ, między innymi, nie ujawnił on, czy otrzymał świadczenia majątkowe z trzecich, niewyjaśnionych źródeł, a także istniało domniemanie niedopuszczalnego konfliktu interesów, który był niezgodny z wolnym mandatem posła. Federalny Trybunał Konstytucyjny odrzucił te wnioski jako niedopuszczalne i nie orzekł co do ich zasadności. Oskarżenia te były „oczywiście spekulacyjne i bez żadnej przyczyny zewnętrznej”.

### Retencja danych
W „Legal Tribune Online” Christian Rath argumentował, iż stronniczość nie ma zastosowania do każdego współdecydowania, ale tylko wtedy, gdy Harbarth ma „szczególnie bliski związek ze zbiorem zasad”. Jako przykład podał retencję danych, którą Harbarth zdecydowanie popierał.

### Transakcje Cum-Ex
Zwraca się też uwagę, że transakcje cum-ex (ang. dividend stripping) zostały doprowadzone do „dojrzałości prawnej” w dawnej kancelarii prawnej Harbartha – Shearman & Sterling. Lars Wienand napisał o nim w T-Online.de: „W 2000 roku dołączył do dużej kancelarii Shearman & Sterling LLP. Jego czas przypada tam na lata, w których opracowywane są również modele Cum-Ex. Żeby ograbić państwo.”

### Skandal z emisją spalin z silników Diesla i zlecenia biznesowe
Jeden z adwokatów złożył skargę konstytucyjną na powołanie Harbartha na Federalnego Sędziego Konstytucyjnego w dniu 28 listopada 2019 r. w imieniu uczestników sprawy testowej (MFK) w skandalu dotyczącym emisji spalin przeciwko Volkswagen AG. Istniała obawa, że przemysł samochodowy i związany z nim kompleks przemysłowy, np. dostawcy, będą mieli możliwość wpływania na sąd na ich korzyść. Ponadto, powiedział, że istnieje nierozwiązana kwestia dodatkowego rocznego dochodu w milionach z jego czasów jako posła do Bundestagu. W dniu 18 lutego 2020 r. (Nr ref. 2 BvR 2088/19) Federalny Trybunał Konstytucyjny oddalił skargę.
W wywiadzie dla Augsburger Allgemeine Harbarth odrzucił oskarżenie o stronniczość. Już w styczniu 2019 r. Harbarth powiedział w Spiegel, iż „nie można „życzyć sobie, aby prawnik został wybrany do Federalnego Trybunału Konstytucyjnego”, a następnie „uznać za zasadniczo problematyczne, że ten prawnik ma również klientów”.

## Okoliczności powołania na stanowisko profesora honorowego w Heidelbergu w 2018
W „Handelsblatt” Jan Keuchel i Volker Votsmeier poinformowali, iż eksperci i recenzenci z Uniwersytetu w Heidelbergu ukrywają nominację Harbartha na profesora honorowego w 2018 roku. Uniwersytet w Heidelbergu stwierdził, że zawsze traktowano to w ten sposób – „w interesie otwartości w akademickich procedurach mianowania i mianowania”. Jednakże według dziennikarzy, „istnieje oczywista finansowa i personalna bliskość uniwersytetu z byłą kancelarią Harbartha – SZA Schilling Zutt & Anschütz z Mannheim”. Według raportu LTO, Walter Bayer i Mathias Habersack są recenzentami honorowego profesora Harbarth. Habersack był asystentem Petera Ulmera na Uniwersytecie w Heidelbergu od 1986 r. i był tam asystentem do 1995 r. W tym samym czasie Harbarth uzyskał tam doktorat. Ulmer, były rektor Uniwersytetu w Heidelbergu i pełniący tę funkcję poprzednik Petera Hommelhoffa, promotor doktoratu Harbartha, jest obecnie doradcą w SZA.